# Nanhai, Dianbai
Nanhai (kinesiska: 南海) är ett stadsdelsdistrikt i sydöstra Kina. Det ligger i stadsdistriktet Dianbai i staden Maoming i provinsen Guangdong, omkring 300 kilometer sydväst om provinshuvudstaden Guangzhou. Antalet invånare är 30 465. Befolkningen består av 14 729 kvinnor och 15 736 män. Barn under 15 år utgör 22,0 %, vuxna 15-64 år 68 %, och äldre över 65 år 8,0 %.